# Марія Фредеріка Прусська
Марія Прусська (нім. Marie von Preußen), повне ім'я Марія Фредеріка Франциска Ядвіґа Прусська (нім. Marie Friederike Franziska Hedwig von Preußen), нар. 15 жовтня 1825, Мюнхен — пом. 17 травня 1889) — прусська принцеса з династії Гогенцоллернів,  дружина короля Баварії Максиміліана II, матір королів Людвіга II та Отто.

## Біографія
Марія народилась 15 жовтня 1825 у міському палаці Берліна. Вона була наймолодшою з семи дітей прусського принца Вільгельма, сина короля Фрідріха Вільгельма II та його дружини Марії Анни Гессен-Гомбурзької. На момент її народження в живих залишилися тільки старші брати Адальберт і Вальдемар та сестра Єлизавета.

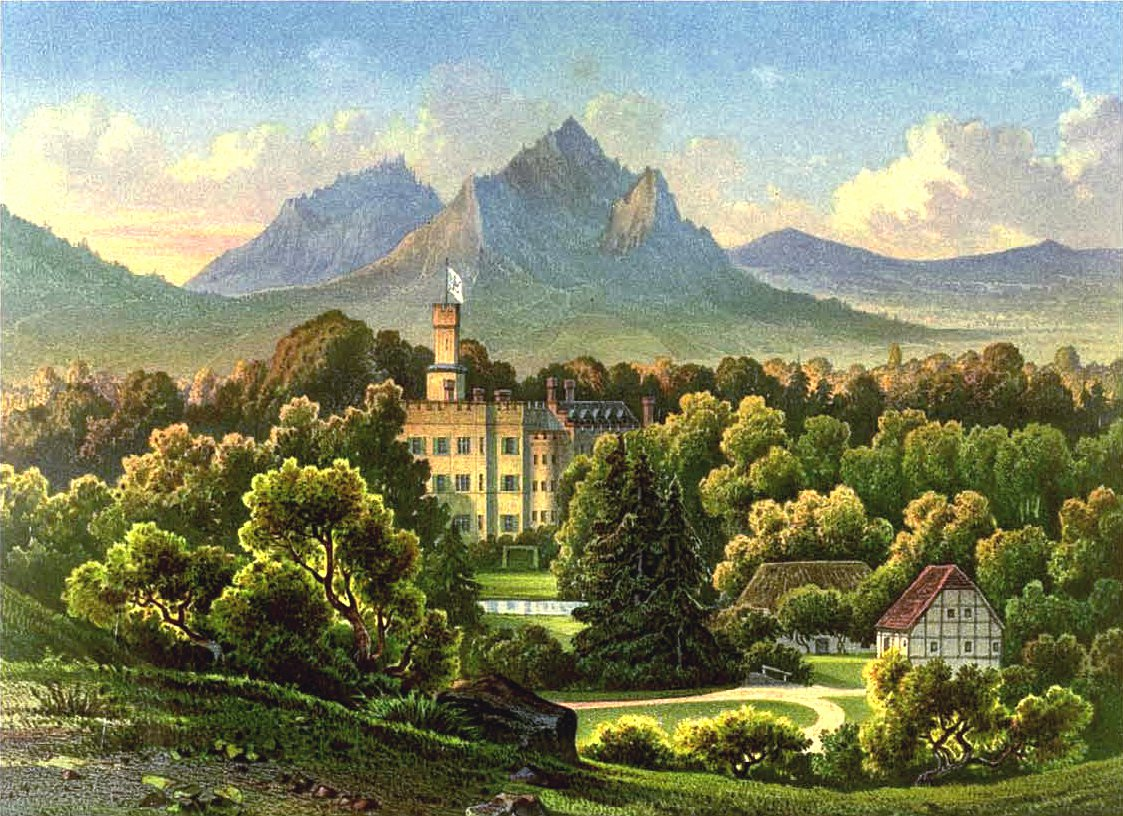
Замок Фішбах, де пройшло дитинство Марії

Теплу пору року родина проводила у замку Фішбах в Силезії, нерідко повертаючись до Берліна вже на початку грудня. Діти користувалися там певною свободою: гралися з сільськими дітьми, відвідували двір та стайні, вчилися поводитися з тваринами. Маріхен, як наймолодша, могла забирати яйця з курника й мала власну олійницю. У Різенґебірґе відбулися перші походи дівчинки із сім'єю у гори, любов до яких вона пронесла крізь усе життя.
Влітку 1841 Марія вперше побачилася із кронпринцем Баварії Максиміліаном, під час його поїздки Північною Німеччиною. За півроку відбулися їхні заручини. До оголошення заручин Марія серйозно розглядалася, як можлива наречена для Ернста Саксен-Кобург-Готського, старшого брата принца-консорта Альберта, чоловіка королеви Вікторії.
5 жовтня 1842 у Берлінському палаці відбулося її укладення шлюбу із Максиміліаном Баварським за домовленістю. Наречений не був присутнім, його представляв Вільгельм Прусський. За два дні Марія від'їхала до нової батьківщини. 9 жовтня прибула до Байройту, звідки, через Амберг, Швандорф та Ландсгут тріумфально в'їхала до столиці. Тисячі людей зібралися на вулицях Мюнхена подивитися на кронпринцесу. Прибувши до королівської резиденції, наречена вистрибнула з карети. Наречений, також не дотримуючись етикету, кинувся їй назустріч. Зачарований красою Марії, він з гордістю провів її до батьків. Кронпринцеса, бажаючи вклонитися королю, схилила коліна, однак, той випередив її і, з хвилюванням, обійняв.
12 жовтня 1842 у мюнхенській церкві Всіх Святих відбулося релігійне вінчання молодят за католицьким обрядом. Після викидня у 1843, Марія народила двох синів. 
У березні 1848, внаслідок революційних подій, Людвіг I зрікся престолу. Максиміліан став наступним королем Баварії. Марія за місяць після того, як стала королевою, народила молодшого сина.
Ще будучи кронпринцесою, була популярною як серед католицького, так і серед протестантського населення. Це, безумовно, окрім іншого, було обумовлено подорожами Марії країною, у тому числі, пішки.
Королева була дуже активною жінкою. Любила прогулянки на природі, особливо в горах. Була чудовою альпіністкою. Підіймалася на вершини Зеулінг і Вацманн. На Зеулінгу побувала разом із 12-річним Людвігом. Сходженню Марії на Цугшпітце завадив лише чоловік, який заборонив підйом, заявивши, що це «непристойно для королеви».
Натомість, ненавиділа інтелектуальну діяльність і визнавала, що не витримує читання. Чоловік же, із 1854, щотижнево проводив симпозіуми із інтелектуальною елітою столиці.
Марія була певна, що пожертви монархами власних грошей для боротьби із зубожінням населення є головним завданням її часу. Разом із чоловіком або соціальними однодумцями брала на себе велику кількість протекторатів. Виступала проти дитячої праці, сприяла появі шкіл в країні, створенню установ для бідних та хворих. Так, 1848-го була заснована Євангелічна асоціація ремісників, 1850 — фонд Марії та Марти, 1851 — протестантські заклади порятунку та освіти, 1860 — товариство Магдалини. 1853 королева створила світську благодійну асоціацію «Об'єднання Святого Йоганнеса», яка повинна була забезпечувати сиріт, сліпих та глухих. Також підтримувала фонд «Maximilians-Waisen stift» для дітей-сиріт, головою якого була її зовиця Александра. Як і попередні королеви, сприяла розвитку протестантської общини у Мюнхені.
Маючи слабке здоров'я і багато працюючи, Максиміліан II помер у березні 1864 у віці 53 років. На престол зійшов їхній старший син під іменем Людвіга II. Разом із ним у грудні 1869 Марія відновила діяльність «Асоціації баварських жінок», метою якої були догляд та підтримка поранених та хворих вояків у польових умовах. Це поклало початок Баварському Червоному хресту.
Королеву турбував психічний стан її молодшого сина. 1872 він був визнаний недієзданим і відправлений під медичний нагляд та лікування до замку Людвігсталь, потім — до Німфенбурга. Католицьке духовенство наполягало, що принц не зможе стати здоровим, доки його матір відвідує євангелічну церкву. У жовтні 1874 Марія перейшла у католицтво.
В останні роки життя потерпада через артрит. Проживала в маєтках Ельбіґенальпу та замку Гоеншванґау.
Людвіг трагічно загинув у червні 1886, не залишивши нащадків. Отто, якому так і не вдалося вилікуватися, був проголошений королем. Фактичним правителем став брат Максиміліана, Луїтпольд.
Марія пішла з життя 17 травня 1889. Її поховали у Театинеркірхе в Мюнхені. Серце зберігається у каплиці Благодаті в Альтьоттингу.

## Родина

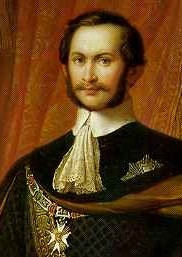
Максиміліан II

Чоловік — Максиміліан II (король Баварії)
Діти:
- Людвіг (1845—1886) — король Баварії у 1864—1886, відомий як казковий король, був заручений із Софією Баварською, одружений не був, дітей не мав;
- Отто (1848—1916) — король Баварії у 1886—1916, мав психічну хворобу, через що правління здійснював його дядько Луїтпольд, одружений не був, дітей не залишив.

## Нагороди
- Орден Святої Єлизавети; (Баварське королівство);
- Орден Терези; (Баварське королівство);
- Орден Луїзи (Прусське королівство).